# Донецька міська територіальна громада
Донецька міська громада — номінально утворена територіальна громада в Донецькому районі Донецькій області України. Адміністративний центр — місто Донецьк.
Територія громади окупована військами Російської Федерації.
Утворена розпорядженням Кабінету Міністрів України від 12 червня 2020 р. № 710-р шляхом об'єднання Донецької міської ради із Моспинською міською радою і Ларинською, Старомихайлівською та Олександрівською селищними радами.

## Населені пункти
До складу громади входять 14 населених пунктів: 2 міста Донецьк та Моспине, 4 селища: Горбачево-Михайлівка, Ларине, Олександрівка, Старомихайлівка,  а також 8 сіл: Бирюки, Вербова Балка, Гришки, Кисличе, Михайлівка, Новодвірське, Павлоградське, Темрюк